# Gnophos maugrabinearia
Gnophos maugrabinearia là một loài bướm đêm trong họ Geometridae.